# Ascendència (meteorologia)

Ascendència tèrmica

L'ascendència en és el moviment cap amunt d'un objecte. En meteorologia designa el desplaçament cap a una altitud més elevada d'una part d'aire ja sigui termodinàmicament o mecànicament La formació dels núvols es produeix per l'ascendència de l'aire. Els planejadors i els ocells fan servir aquest efecte per manetenir-se en vol. L'ascendència de l'aire serà constant si l'aire és estable però s'accelera si l'aire és inestable. El seu invers és subsidència.

## Termodinàmica

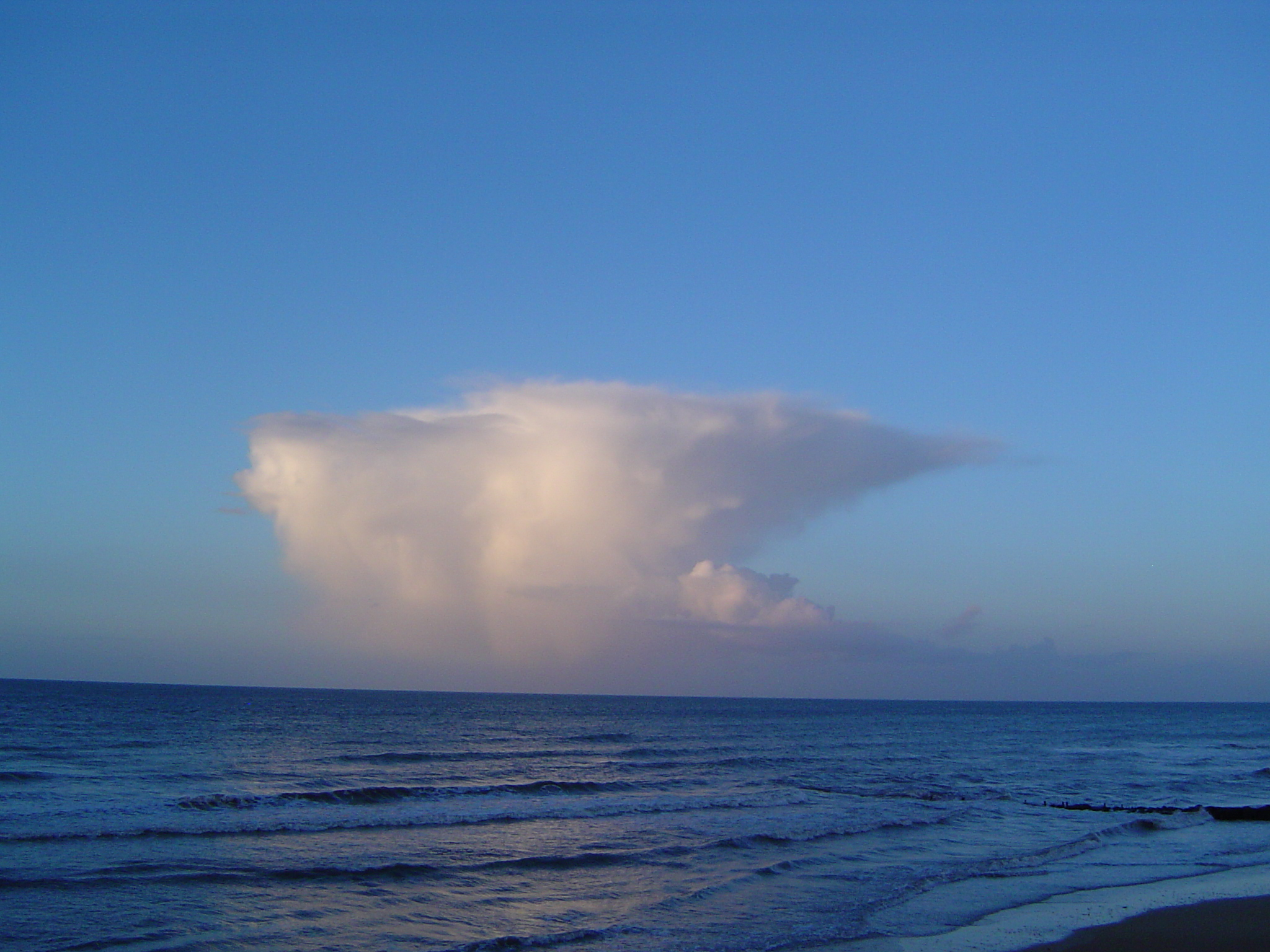
Núvol de tempesta format per ascendència termodinàmica.

L'ascendència es produeix termodinèmicament quan la temperatura d'una part d'aire a un nivell donat és més calenta que l'ambiental i ha de pujar segons el Principi d'Arquimedes. Aquest és el cas d'un corrent ascendent en una tempesta quan l'aire, localment més calent i humit que l'ambient, pateix una acceleració vertical.

## Mecànicament

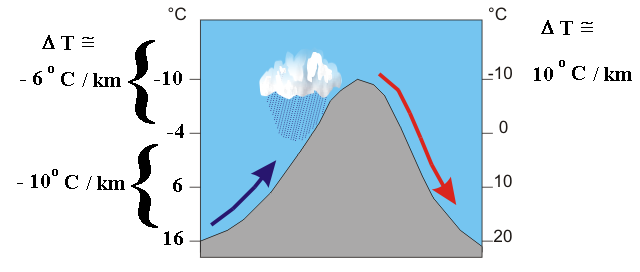
Ascendència orogràfica (fletxa blava)

El desplaçament de l'aire pot fer que trobi un obstacle i fer-lo aixecar. Així es parla d'ascendència orogràfica si l'aire ha de remuntar un pendent d'una muntanya. El mateix passa quan dues masses d'aire amb diferents estructures de temperatura es troben..